# I Chose Death
I Chose Death är en EP av det finländska death metal-bandet Torture Killer, utgiven den 7 mars 2012. EP:n innehåller en cover på det finländska death metal-bandet Demigods låt "Succumb to Dark", som finns med på demoalbumet Unholy Domain från 1991 och på återutgåvan av Slumber of Sullen Eyes från 2012.

## Låtlista
1. "All Will End in Terror" – 4:31 (Jari Laine, Kim Torniainen)
2. "Succumb to Dark" (Demigod-cover) – 04:20 (Esa Lindén, Seppo Taatila)
3. "I Chose Death" – 05:45 (Jari Laine)

## Medverkande
- Kim Torniainen – elbas
- Tuomo Latvala – trummor
- Tuomas Karppinen – gitarr
- Jari Laine – gitarr, bakgrundssång
- Pessi Haltsonen – sång